# Nikolai Astrup

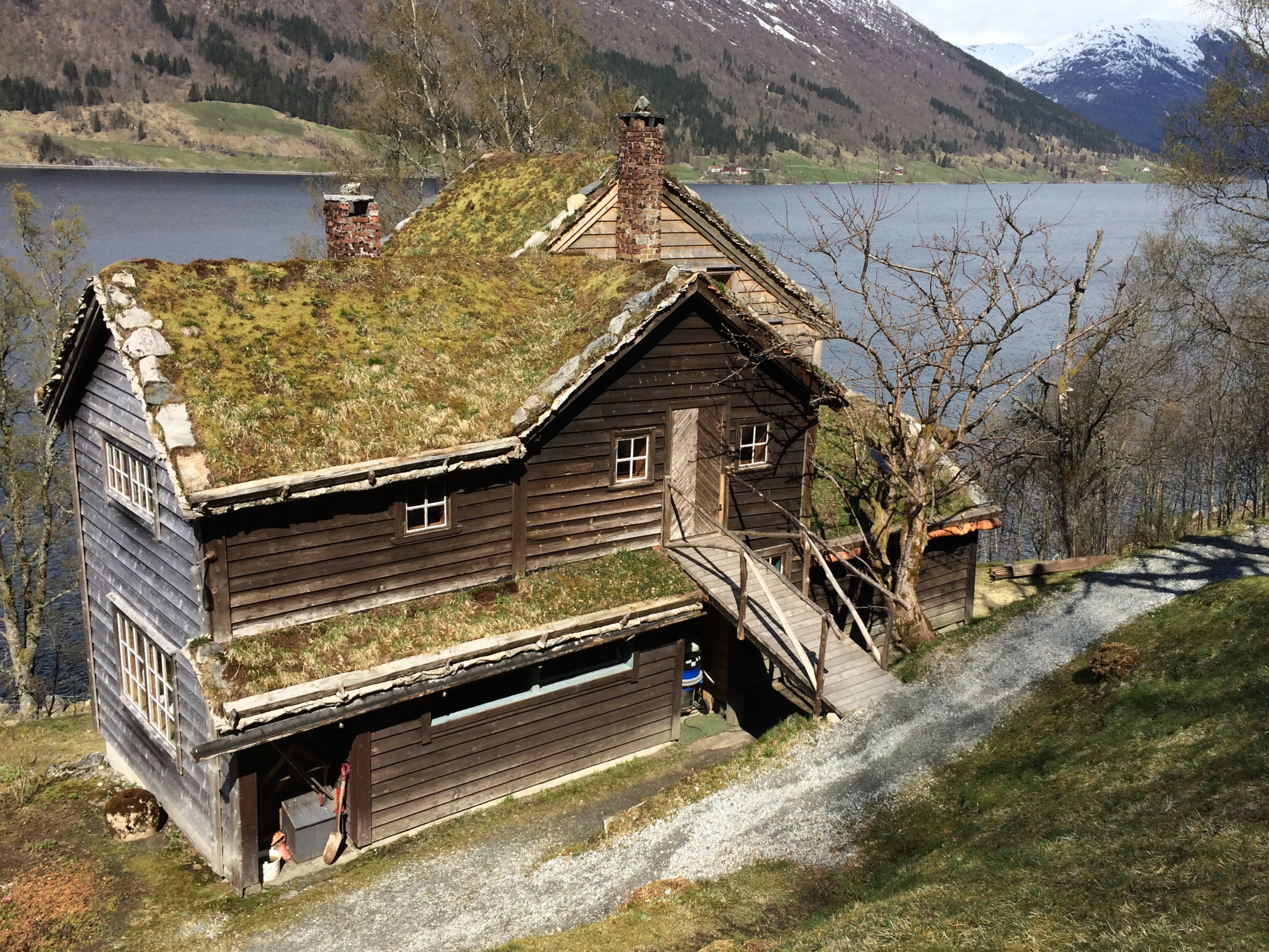
Astruptunet

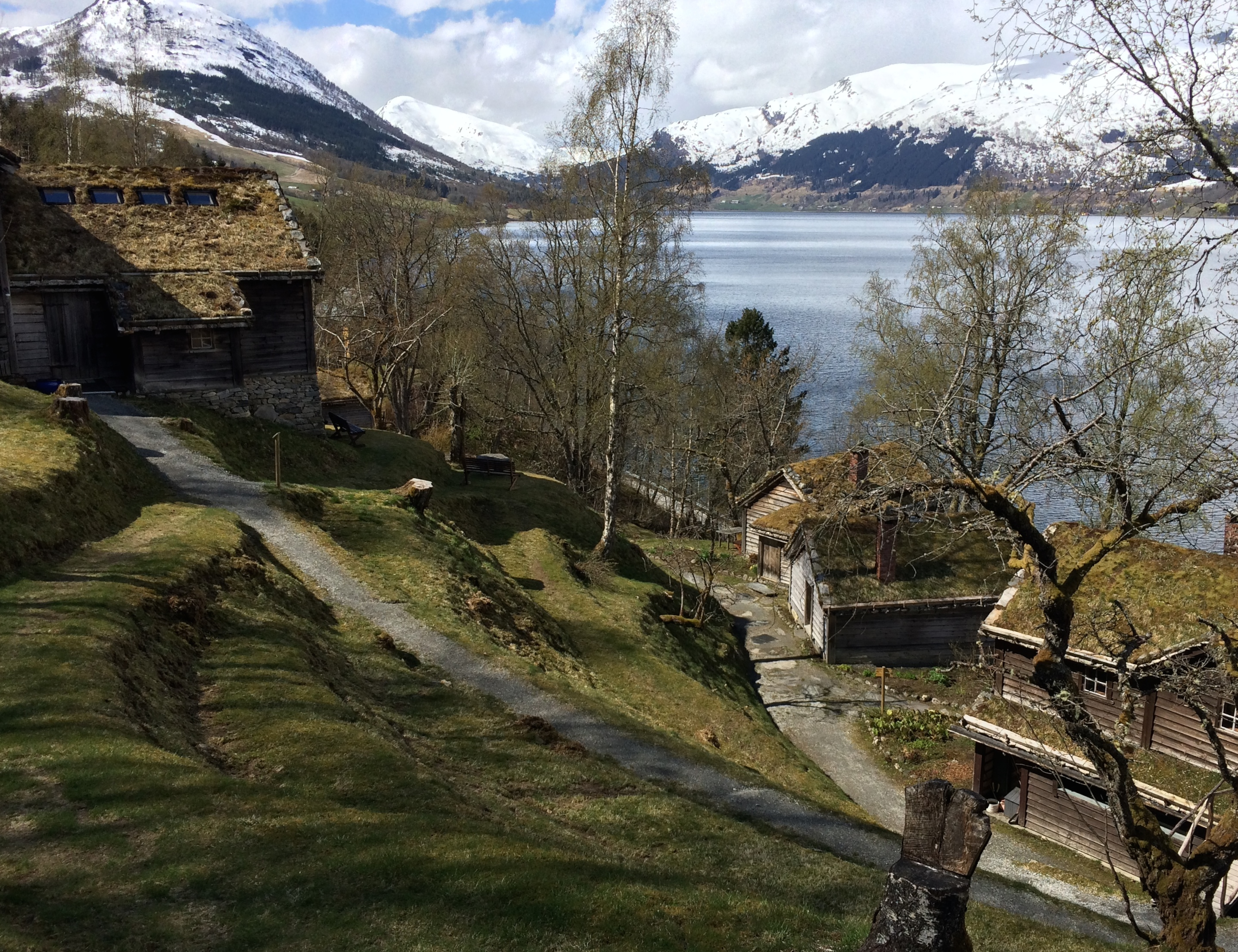
Astruptunet i Jølstravatnet

Nikolai Johannes Astrup, född 30 augusti 1880 i Bremanger i Nordfjord i Norge, död 21 januari 1928, var en norsk målare.
Nikolai Astrup växte upp i Ålhus i Jölster, där hans far Christian Astrup var präst. Han var vidare sonson till Nils Astrup. Fadern ville att Nikolai Astrup som äldste son också skulle bli präst, men Astrup var mer intresserad av teckning och målning. Han studerade dessa ämnen i Oslo, där han var elev vid Backers målarskola. Han var också elev till Harriet Backer och Christian Krohg.
Han bodde sedan en tid i Paris och i Tyskland innan han återvände till Jölster, där han bodde i Astruptunet. Han gifte sig där och fick åtta barn. Ekonomin var ansträngd och han hade dålig hälsa, som till sist medförde hans död vid 47 års ålder i Jölsters södra grannkommun Förde.

## Konstnärskap
Astrup föredrog klara, starka färger och målade mestadels landskapsmotiv som visar på den lokala miljöns stämning och mystik. Han betraktas som en nyromantisk målare, men har också arbetat med träsnitt och ses som en av de största norska konstnärerna från tidigt 1900-tal.

## Oljemålningar i urval
- Tun i Jölster, (1902)
- Stabbur i Jölster, (före 1905)
- Kvennagong, (före 1905)
- Prestegården, (före 1907)
- Grå vår kveld, (1907)
- Juninatt och gammelt vestlandstun, (före 1908)
- Kollen, (1908)
- Vårnatt i hagen, (1909)
- Jonsokbål, (1912, 1926)
- Vårstemning, (före 1914)
- Priseld, (1915)
- Revebjelle, (ca 1920)
- Interiör med vugge, (ca 1920)

## Bildgalleri

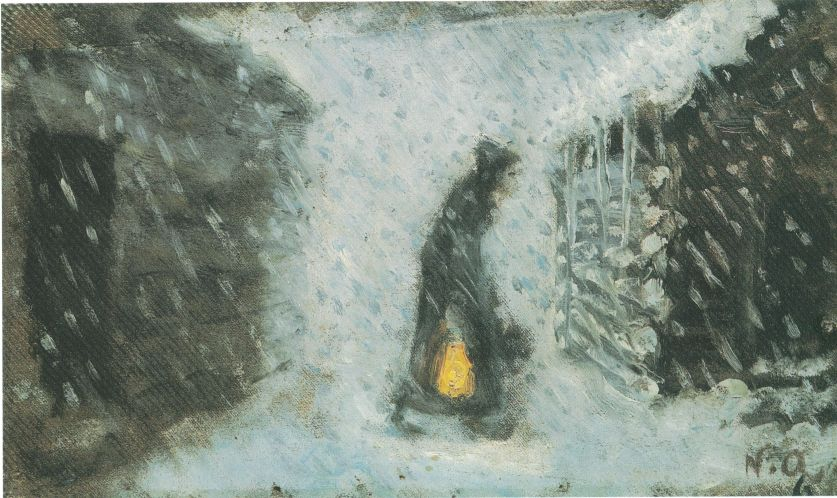
Kjerringa med lykta
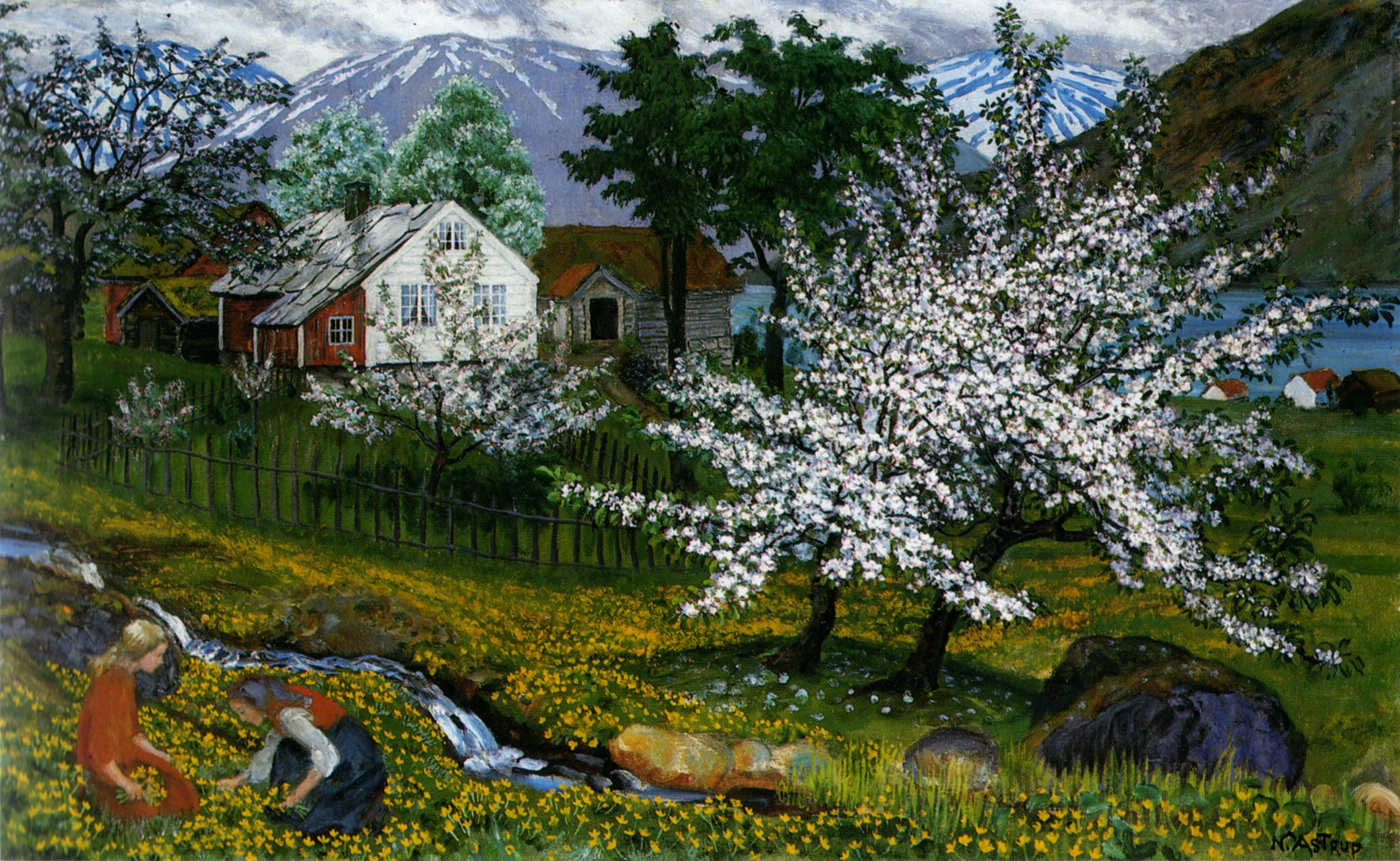
Blommande äppelträd
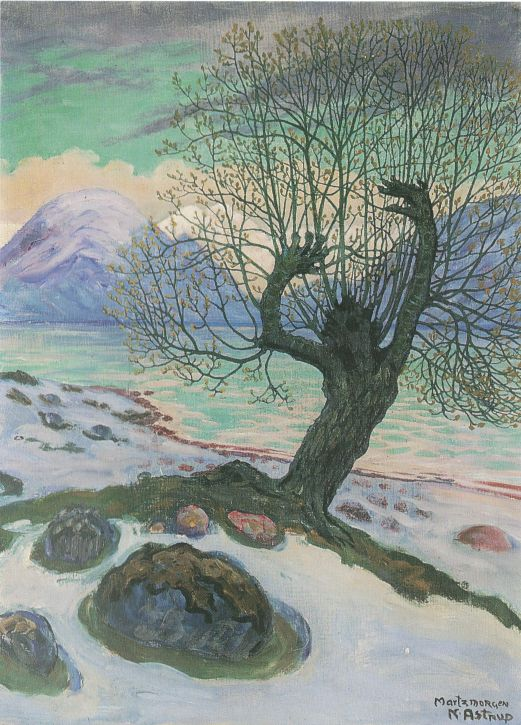
Marsmorgen
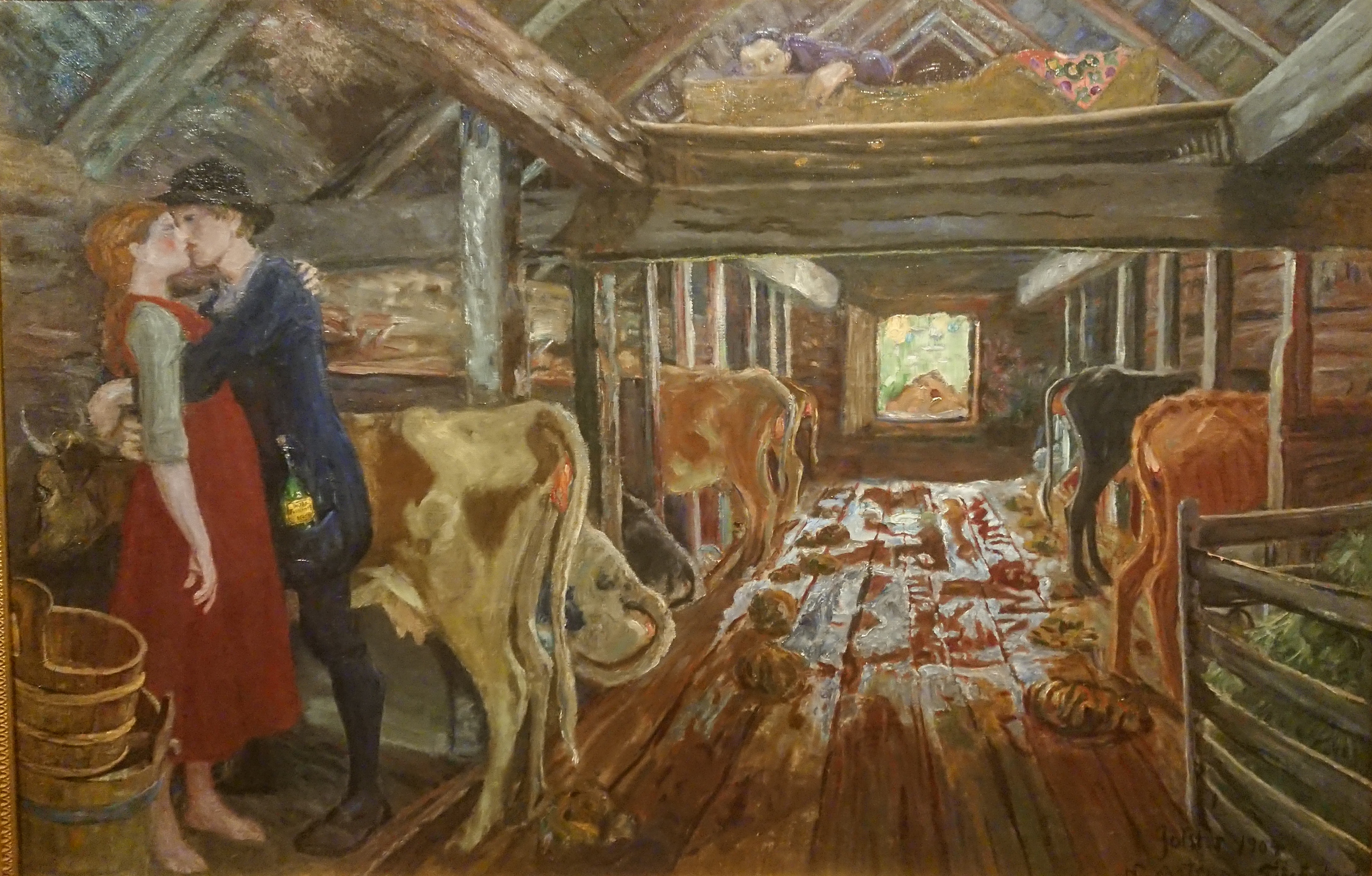
Fjøsfrieri,1904
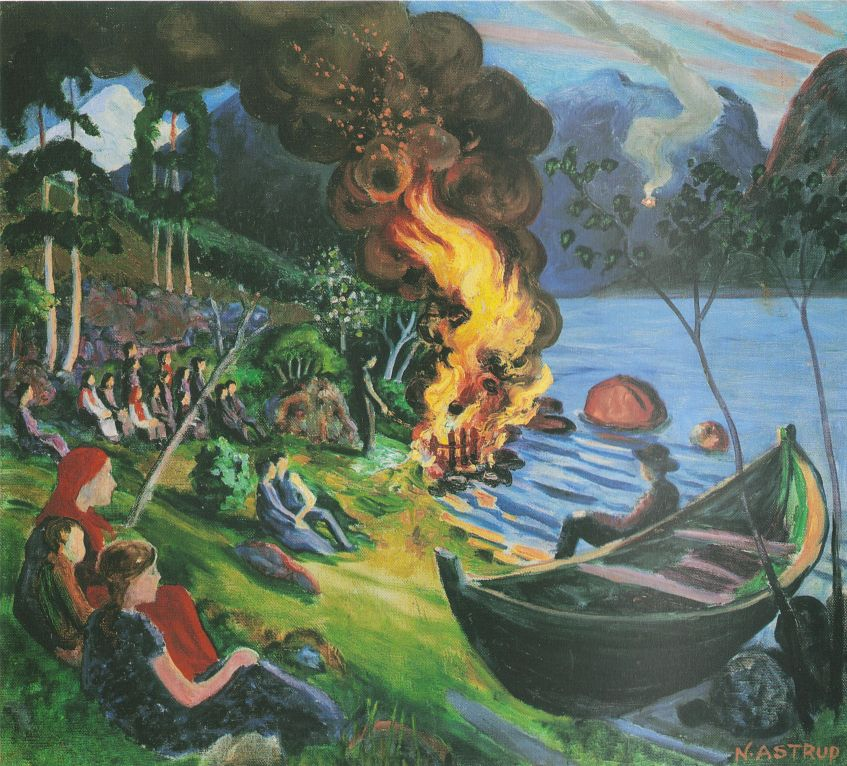
St. Hansbål ved Jølstervatnet, 1909
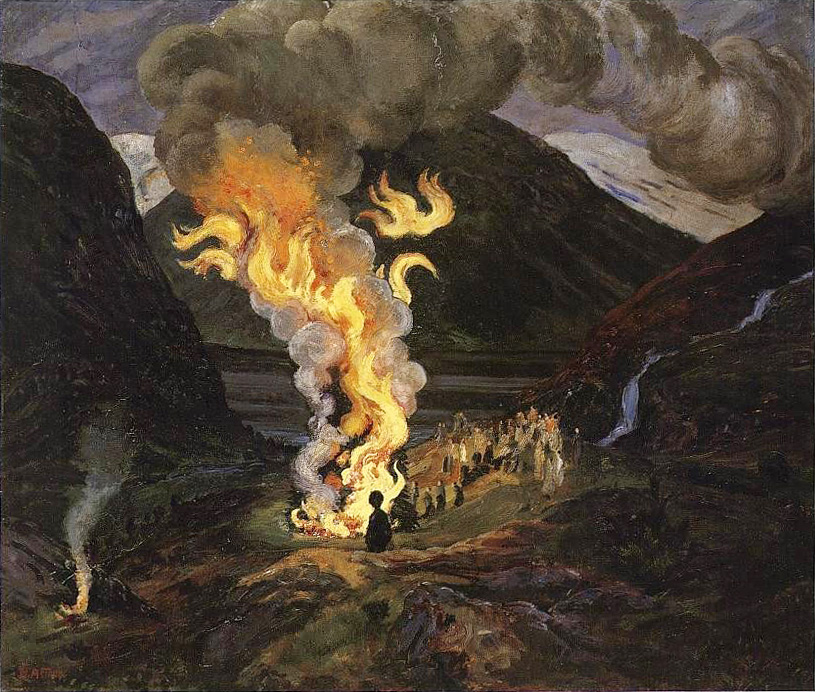
Jonsokbål, 1912
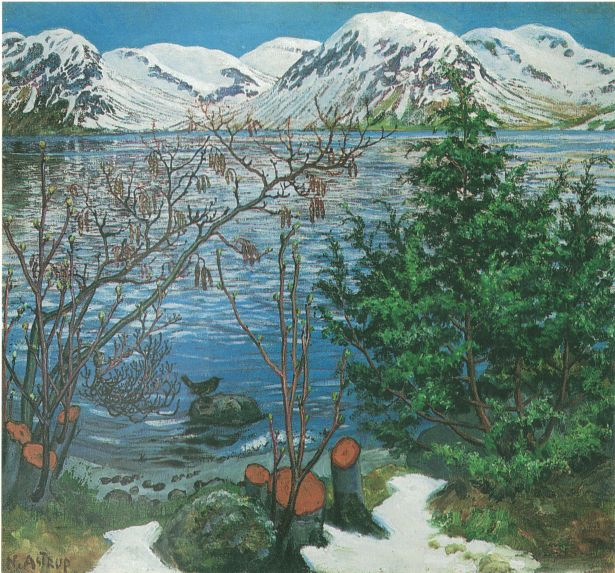
Fugl på sten, 1913
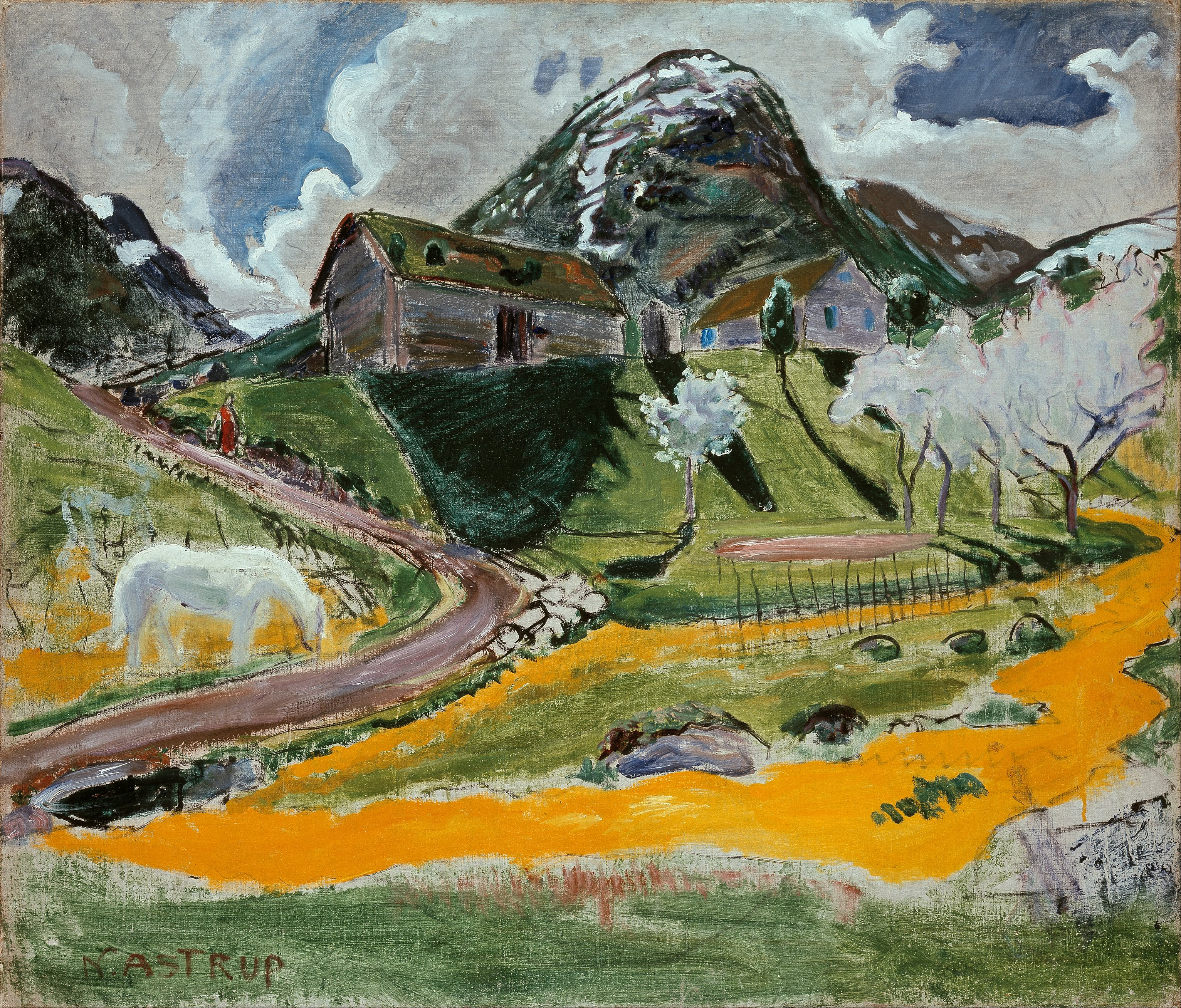
Vit häst på våren, 1914–1915
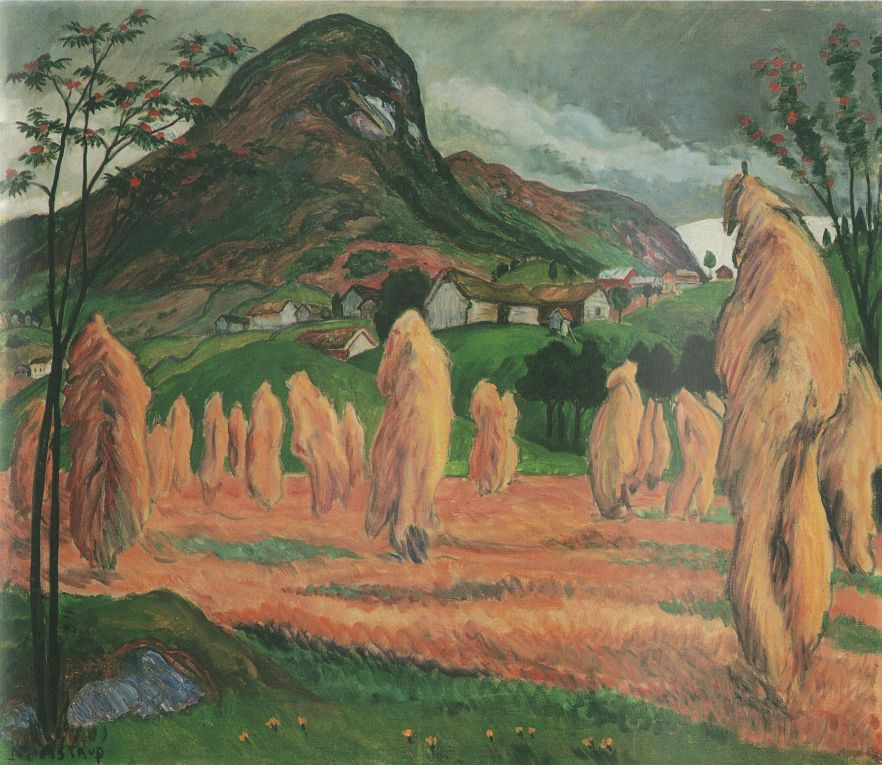
Kornstaur, omkring 1920
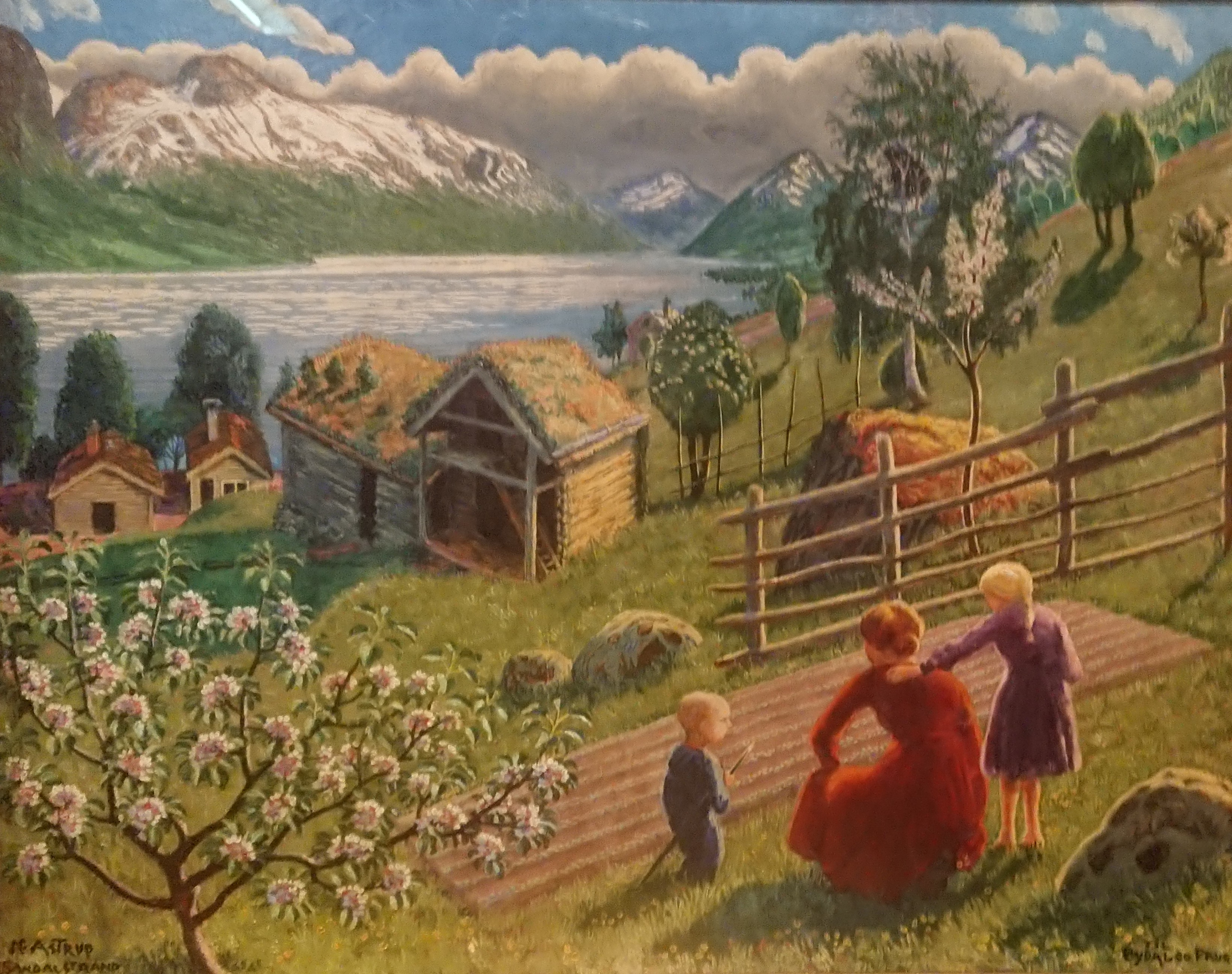
Sandalsstrand, 1927